# Municipio de Alden (Iowa)
El municipio de Alden (en inglés: Alden Township) es un municipio ubicado en el condado de Hardin en el estado estadounidense de Iowa. En el año 2010 tenía una población de 1146 habitantes y una densidad poblacional de 8,08 personas por km².

## Geografía
El municipio de Alden se encuentra ubicado en las coordenadas 42°30′30″N 93°24′7″O / 42.50833, -93.40194. Según la Oficina del Censo de los Estados Unidos, el municipio tiene una superficie total de 141.74 km², de la cual 141,68 km² corresponden a tierra firme y (0,05 %) 0,06 km² es agua.

## Demografía
Según el censo de 2010, había 1146 personas residiendo en el municipio de Alden. La densidad de población era de 8,08 hab./km². De los 1146 habitantes, el municipio de Alden estaba compuesto por el 97,73 % blancos, el 0,44 % eran afroamericanos, el 0,09 % eran amerindios, el 0,17 % eran asiáticos, el 0,17 % eran de otras razas y el 1,4 % eran de una mezcla de razas. Del total de la población el 0,96 % eran hispanos o latinos de cualquier raza.